# Matus (Chimborazo)
Matus ist eine Ortschaft und eine Parroquia rural („ländliches Kirchspiel“) im Kanton Penipe der ecuadorianischen Provinz Chimborazo. Die Parroquia besitzt eine Fläche von 74,24 km². Die Einwohnerzahl lag im Jahr 2010 bei 991.

## Lage
Die Parroquia Matus liegt an der Westflanke der Cordillera Real. Entlang der östlichen Verwaltungsgrenze verläuft ein 4000 m hoher Gebirgszug in Nord-Süd-Richtung. Der unbesiedelte östliche Teil wird über den Río Puela nach Norden entwässert. Dieser Bereich liegt unterhalb der Nordflanke des Vulkans El Altar. 10 Kilometer weiter nördlich erhebt sich der aktive Vulkan Tungurahua. Der westliche Teil der Parroquia beinhaltet die 3 Siedlungen und wird nach Nordwesten entwässert. Der 2700 m hoch gelegene Hauptort befindet sich 3 km ostnordöstlich vom Kantonshauptort Penipe.
Die Parroquia Matus grenzt im Osten an die Provinz Morona Santiago mit der Parroquia Cumandá (Kanton Palora), im Südosten an die Parroquia La Candelaria, im Südwesten und im Westen an die Parroquia Penipe, im Nordwesten an die Parroquia San Antonio de Bayushig sowie im Norden an die Parroquia El Altar.

## Orte und Siedlungen
In der Parroquia Matus gibt es die Comunidades Calshi (241 Einwohner), Matus Alto (141 Einwohner) und Matus Centro (732 Einwohner).

## Geschichte
Die Parroquia Matus wurde am 2. Dezember 1944 gegründet. 